# صاریغ دم‌قلم‌مویی شمالی
صاریغ دم‌قلمویی شمالی (نام علمی: Trichosurus arnhemensis) نام یک گونه از سرده صاریغ‌های دم‌قلمویی است.